# Sollefteå garnison
Sollefteå garnison är en garnison inom svenska Försvarsmakten som verkade i olika former åren 1897–2001 och återigen från 2022. Från 1993 var garnisonen lokaliserad till Regementsvägen i Hågestaområdet i Sollefteå.

## Historik
Garnisonen tillkom 1897 genom att trängtrupperna kom till staden och växte i sin storlek när infanteriet förlades på södra sidan av Ångermanälven. Staden kom genom detta att kallas  "ett skidspår mellan två regementen". Även om uttrycket var av en negativ art, så visade det ändå vad regementena betydde för bygden.
Den 1 juli 1983 uppgick samtliga förband i garnisonen i försöksorganisation Sollefteå armégarnison (SAG), som bestod av Västernorrlands regemente (I 21), försvarsområdesstaben (Fo 23), Ådalsbrigaden (IB 21), Ångermanlandsbrigaden (NB 51) och Norrlands trängregemente (T 3). Den 30 juni 1990 upplöstes försöksorganisationen och Västernorrlands regemente och Norrlands trängregemente blev från den 1 juli 1990 åter självständiga förband. Även försvarsområdesstaben kom att bilda egen myndighet.
Genom försvarsutredning 88 stod det klart att fyra brigadproducerande regementen skulle avvecklas. Bakgrunden var att de ekonomiska problem som uppkommit inom försvaret under 1970-talet och 1980-talet kvarstod och inte löstes i samband med försvarsbeslutet 1987. Därför begärde Regeringen Carlsson I en ny utredning från överbefälhavaren Bengt Gustafsson, försvarsutredning 88 (FU 88), om arméns utveckling. Utredningen ledde till att Riksdagen i december 1989 beslutade att armén från den 1 juli 1992 skulle reduceras med 11 brigader och bestå av 18 brigader. De brigader som utgick var samtliga organiserade efter IB 66M, vilket bland annat berörde Ådalsbrigaden. Vidare beslutades även att Norrlands trängregemente skulle samlokaliseras med Västernorrlands regemente och därmed koncentrera Sollefteå garnison till Hågestaområdet i Sollefteå.

### Garnisonen läggs ner...
Inför försvarsbeslutet 2000 föreslog regeringen i sin propositionen för riksdagen att den taktiska nivån borde reduceras genom att fördelnings- och försvarsområdesstaber samt marinkommandon och flygkommandon skulle avvecklas. Detta för att utforma ett armétaktiskt, marintaktiskt respektive flygtaktiskt kommando vilka skulle samlokaliseras med operationsledningen. Förslaget innebar att samtliga försvarsområdesstaber skulle avvecklas, vilket inkluderade Smålands regemente. Vidare föreslog regeringen för riksdagen en kraftig reducering av arméförband vilket bland annat innebar att av 13 brigadförband inom armén skulle endast sex förband kvarstå för utbildning av armébrigadledningar och mekaniserade bataljoner. Vidare ansågs att de skulle vara relativt jämnt geografiskt fördelade över landet. I mellersta Norrland föreslog regeringen i sin proposition att Fältjägarbrigaden (NB 5) skulle kvarstå till förmån framför Ångermanlandsbrigaden (NB 21). Sollefteå garnison ansågs ha goda infrastrukturella och övningsbetingelser liksom Östersunds garnison. Dock ansåg regeringen att förutsättningarna för en fortsatt utveckling av garnisonen i Östersund var bättre än i Sollefteå. Till Östersunds fördel vägde de övriga förband som låg inom garnisonen, Jämtlands flygflottilj (F 4), Arméns tekniska skola och Motorskolan. Att omlokalisera Arméns tekniska skola till annan ort bedömdes av regeringen inte vara ekonomiskt försvarbart. Skolorna ansågs kunna personal- och kompetensförsörjas med hjälp av att det kvarstod en brigad i Östersund. Vidare pekade regeringen att det på grund av avståndet borde vara lättare för personalen i Sollefteå att flytta till Östersund än till exempelvis Boden vilket skulle minska en eventuell kompetensförlust inom armén. Garnisonen hade innan avvecklingen 450 officerare och civilanställda.
Från den 1 juli 2000 övergick verksamheten vid garnisonen till "Avvecklingsorganisation Ångermanland" fram till att avvecklingen skulle vara slutförd senast den 31 december 2001. Avvecklingsorganisationen hade som uppgift att avveckla samtliga förband som berördes av avvecklingar i Västernorrlands län – Västernorrlands regemente, Ångermanlandsbrigaden, Norrlands trängkår och Norrlandskustens marinkommando. Den 30 juni 2001 upphörde Avvecklingsorganisation Ångermanland då avvecklingen av förbanden ansågs slutförd.

### ... och återinrättas
Inför försvarsbeslutet 2020 överlämnade försvarsberedningen den 14 maj 2019 sin slutgiltiga rapport, med titeln "Värnkraft", till försvarsminister Peter Hultqvist. Rapporten föreslog bland annat att Försvarsmaktens krigsorganisation skulle öka från 60.000 man till 90.000 i krigsorganisation 2021. Till det föreslogs att två mindre infanteriregementen skulle organiseras, där försvarsberedningen nämnde Falun, Östersund, Sollefteå och Härnösand som möjliga garnisonsorter. För att stärka möjligheten att få en etablering i Västernorrland inledde Sollefteå kommun, Kramfors kommun och Härnösand kommun ett gemensamt samarbete för att lyfta fram det som snabbt och kostnadseffektivt alternativ. Den 12 oktober 2020 presenterade regeringen en överenskommelse om att från 2022 återetablera Västernorrlands regemente i Sollefteå. Man anger vidare att en återetablering i Sollefteå är viktigt för skyddet av förbindelserna till Trondheim, vilket bland annat berör amerikanska marinkårens förutplacerade utrustning i Trøndelag. Till Västernorrlands regemente föreslogs även Jämtlands fältjägarkår knytas som ett utbildningsdetachement i Östersund. Grundutbildningen i Sollefteå ska motsvara två lokalförsvarsskyttebataljoner och i Östersund en lokalförsvarsskyttebataljon.

## Remsle
I slutet av 1800-talet skulle ett trängförband förläggas till Sollefteå och i väntan på att kasernerna skulle bli färdigställda, kom förbandet att sättas upp 1893 i Stockholm och förlades till Fredrikshovs slott. Etablissemanget för trängkåren påbörjades 1897 på norra sidan av Ångermanälven. Totalt kom ett 90-tal byggnader att uppföras, som uppfördes efter "1892 års härordnings byggnadsprogram". 1898 kom förbandet att flytta in på området. Under åren 1905 och 1914 huserade även Trängtruppernas officersaspirantskola på området. Genom försvarsbeslutet 1988 kom trängtrupperna att lämna Trängvägen helt, för att samlokaliseras med infanteriet på Regementsvägen. Området och kasernerna såldes till Sollefteå kommun. Kommunen byggde om och omvandlade delar av området till en grundskola, vilken sedan invigningen 1996 går under namnet Nipanskolan.

## Hågesta

### Norr om riksväg 90
År 1911 uppfördes ett nytt kasernetablissemang vid Regementsvägen, i samband med att Västernorrlands regemente omlokaliserades från sin tidigare mötesplats i Sollefteå läger. Byggnaderna uppfördes efter 1901 års härordnings byggnadsprogram efter Fortifikationens typritningar för infanterietablissement. År 1992 flyttade trängtrupperna in på området efter tidigare försvarsbeslut. Under början 1990-talet uppfördes ett större motorområde mellan kasernetablissement och övningsfältet. Motorområdet uppfördes för att ge bättre möjligheter till att utbilda mekaniserade förband. Genom försvarsbeslutet 2000 kom dock hela garnisonen att avvecklas. Kvar blev endast en del ur Norra underhållsregementet samt en militärdistriktsgrupp fram till 2005. Den 30 juni 2016 sålde Vasallen hela fastigheten till NP3 fastigheter. Fastigheten, Hågesta 3:115, omfattade 44 byggnader om sammanlagt 48.600 kvadratmeter till ett värde för 211 miljoner kronor. Den 6 december 2021 flyttade regementsstaben för Västernorrlands regemente in i temporära lokaler i Hågesta 1, vilka tidigare använts av Sollefteå gymnasium. Från den 1 januari 2022 övertar regementet även den första våningen i Hågesta 1 och Hågesta 3, där skidskyttegymnasiet tidigare huserade. Västernorrlands regemente kommer vara grupperade på det området fram till årsskiftet 2028/2029, då det nya kasernetablissement söder om riksväg 90 beräknas stå klart.

### Söder om riksväg 90
Som ett led i den återetablering som påbörjades 2021 av Västernorrlands regemente, köpte Fortifikationsverket den 1 juni 2021 den sydöstra delen av fastigheten av Hågesta 3:115 för 13,75 miljoner kronor. Fastigheten motsvarar 106.000 kvadratmeter och ligger vid det så kallade teknikhuset söder om riksväg 90. Den 15 december 2021 presenterade Försvarsmakten och Fortifikationsverket sina planer för återetableringen av Västernorrlands regemente. De två myndigheterna hade arbetat efter två alternativ för återetableringen. Alternativ 1 som innefattade det gamla kasernetablissement norr om riksväg 90. Alternativ 2 innefattade ett nytt kasernetablissement vid teknikområdet söder om riksväg 90. Alternativ 1 hade inneburit att militär och civil verksamheten i Sollefteå fått dela område. Alternativ 2 innebar en samlad gruppering för den militära verksamheten, men samtidigt i anslutning till det militära övningsfältet. Alternativ 2 innebar samtidigt att Försvarsmakten kan planera efter hur ett nytt typregemente ska se ut. Då behovet av lokaler inte är detsamma som när kasernetablissement norr om riksväg 90 uppfördes i början av 1900-talet. Det nya kasernetablissementet kommer vara klart att tas i bruk årsskiftet 2028/2029 och då omfatta inhägnad mark och utgöras av kaserner med logement, matsal, idrottshall, förråd, fordonshallar.
Den 24 oktober 2023 meddelade Fortifikationsverket att den föreslagna platsen på Piholmen inte längre var aktuell. Det på grund av att det förekommer oexploderad ammunition i marken, vilket gör det olämpligt att gräva i marken. Istället så planeras det nya garnisonsområdet till Vemyra, där det i framtiden tillåts expandera ytterligare i framtiden. I Vemyra så projekteras garnisonsområdet på ett cirka 40 hektar stort område öster om Tjärnmyrvägen.

## Övnings- och skjutfält
- Remsle övnings- och skjutfält – ett övnings- och skjutfält norr om Sollefteå.
- Stormyrans övnings- och skjutfält – ett övnings- och skjutfält söder om Sollefteå.
- Tjärnmyrans övnings- och skjutfält – ett övnings- och skjutfält söder om Sollefteå.

## Galleri

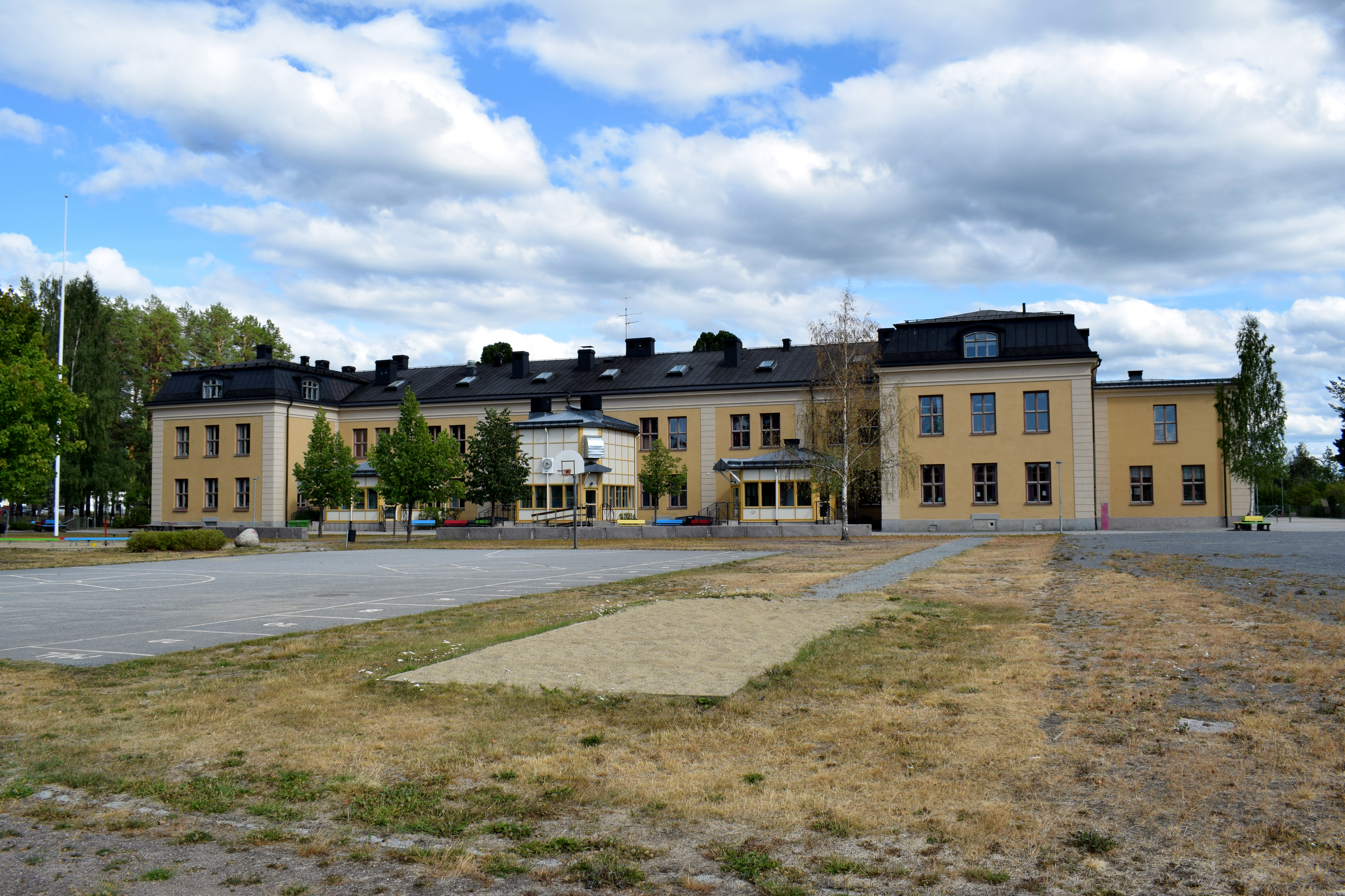
B-kasernen vid Trängvägen.
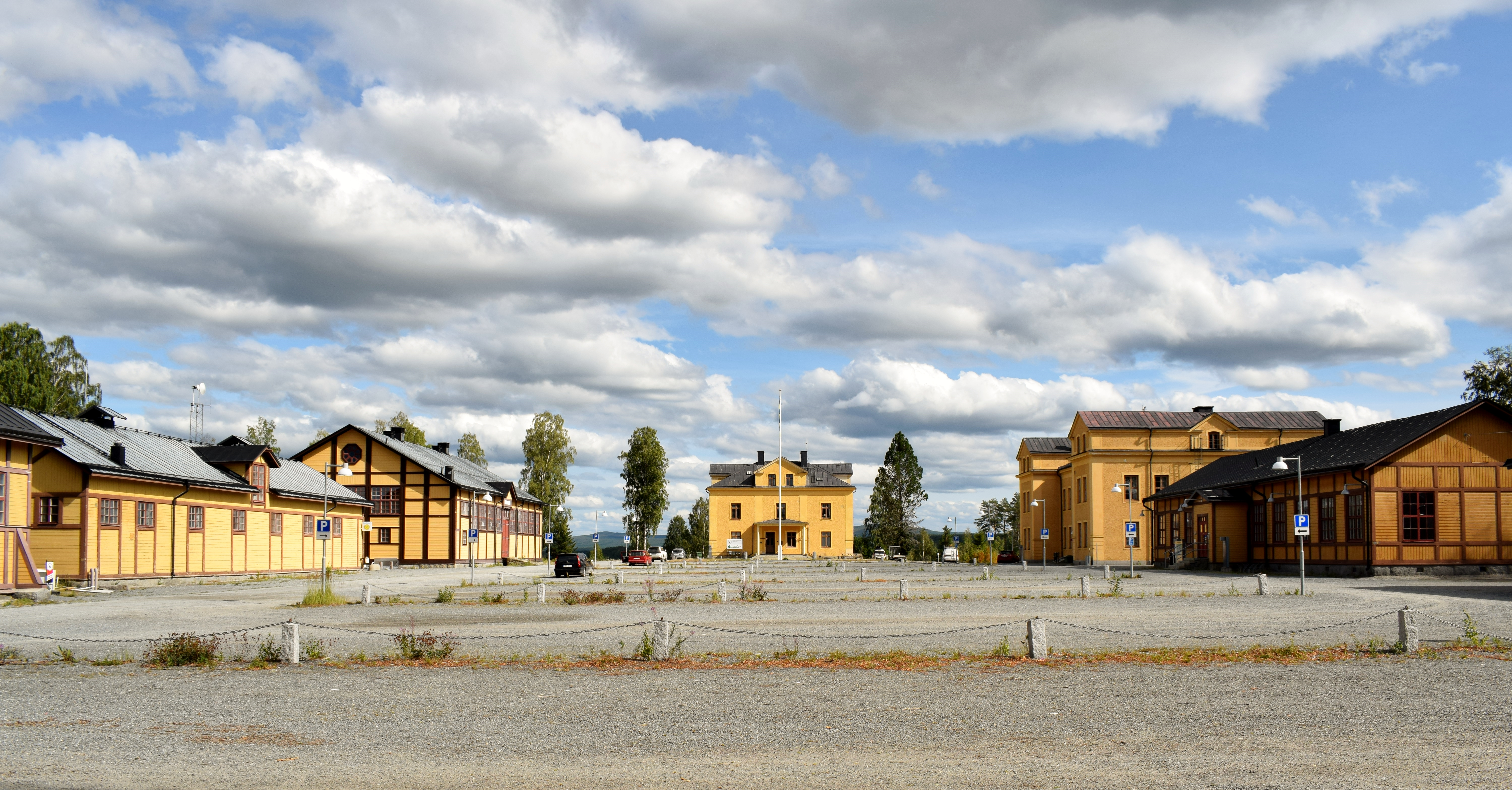
Kaserngården framför kanslihuset vid Trängvägen.
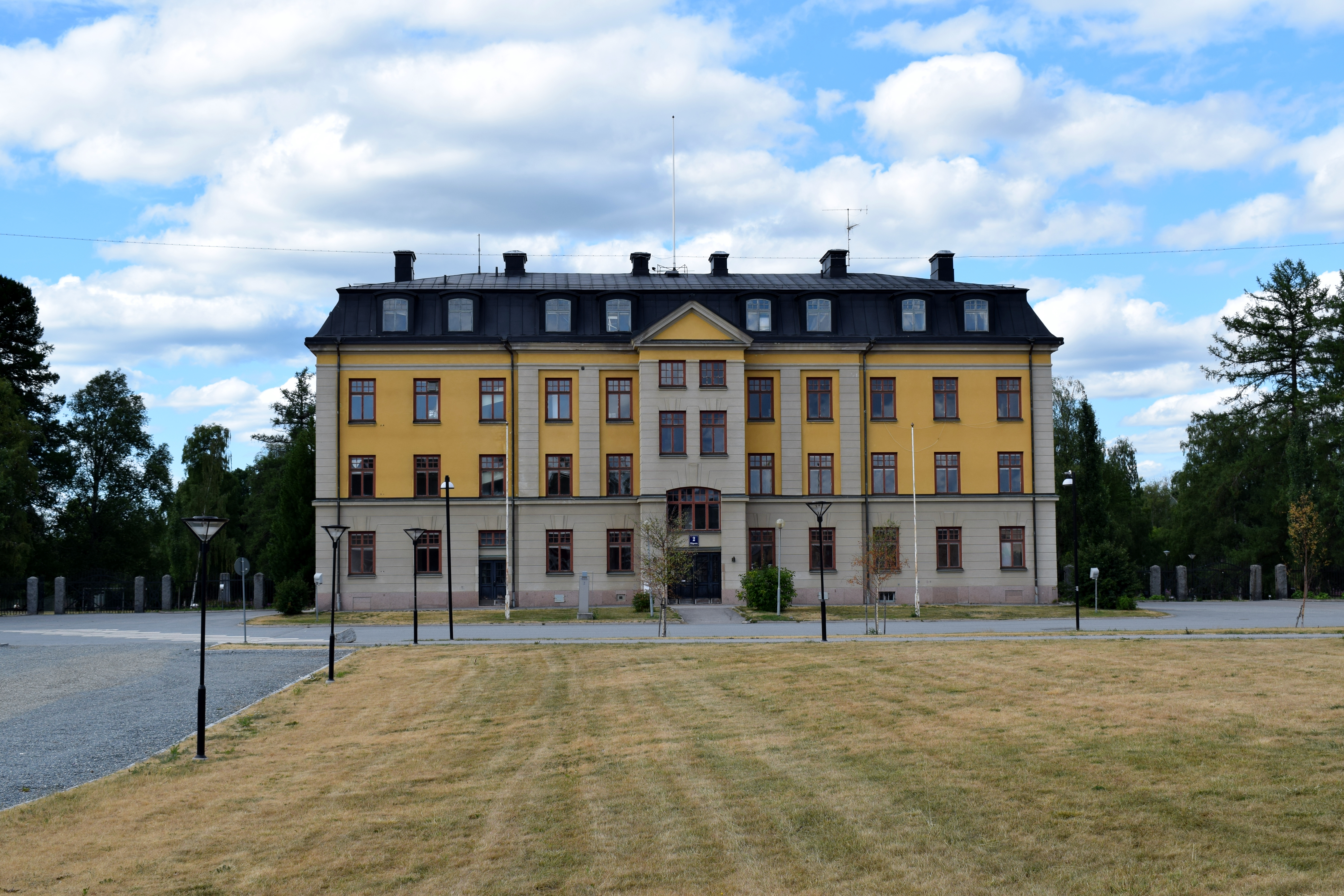
Kanslihuset vid Regementsvägen.
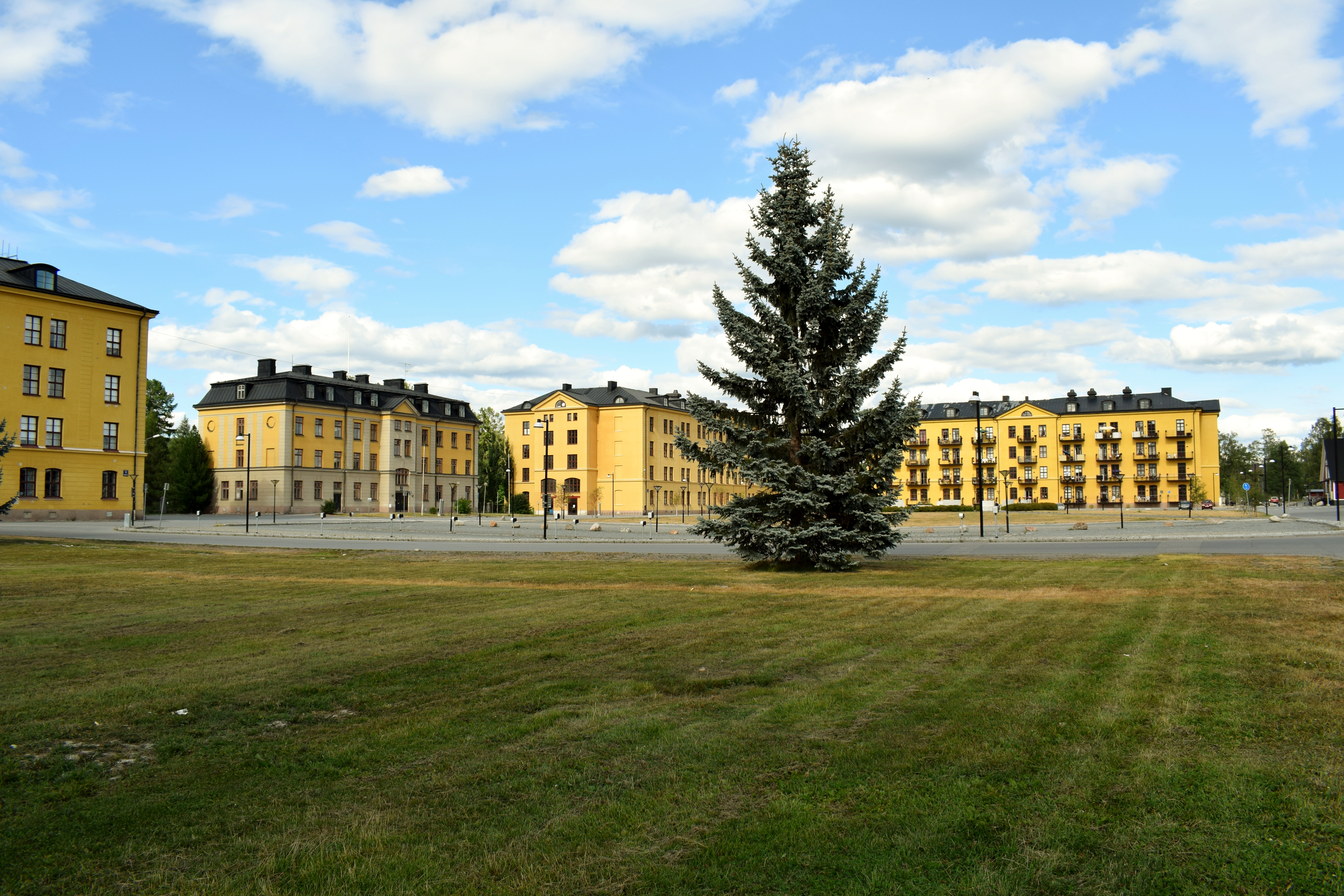
Kanslihuset med kaserner vid Regementsvägen.

## Minnesstenar och minnesmärken
| Bild | Minnessten                                    | Koordinater                                     | Kort beskrivning |
| ---- | --------------------------------------------- | ----------------------------------------------- | --- |
|      | Västernorrlands regemente                     | 63°09′29″N 17°19′02″Ö / 63.158056°N 17.317222°Ö | Minnessten över Västernorrlands regementes lägerplats i Sollefteå. |
|      | Västernorrlands regemente                     | 63°09′29″N 17°19′02″Ö / 63.158056°N 17.317222°Ö | Minnessten över Västernorrlands regementes lägerplats på Viksmon i Grannge. |
|      | Västernorrlands regemente                     | 63°10′25″N 17°34′19″Ö / 63.173611°N 17.571944°Ö | Minnessten över Västernorrlands regementes lägerplats på Sånga mo i Sånga socken. |
|      | Fjärde intendenturkompaniet                   | 63°09′29″N 17°19′02″Ö / 63.158056°N 17.317222°Ö | Minnessten över Fjärde intendenturkompaniet i Sollefteå. |
|      | Västernorrlands regemente                     | 63°09′49″N 17°17′37″Ö / 63.163598°N 17.293575°Ö | Minnessten rest i parken framför kanslihuset i Hågesta. Stenen är ett minnesmärke över förolyckade vid Västernorrlands regemente under andra världskriget. |
|      | Västernorrlands regemente, Norrlands trängkår | 63°09′49″N 17°17′37″Ö / 63.163598°N 17.293575°Ö | Minnessten rest i parken framför kanslihuset i Hågesta. Stenen är ett minnesmärke över förolyckade vid Västernorrlands regemente under andra världskriget. Stenens baksida fick i början av 2000-talet tilläggstexten "Här övade infanteri- och trängförband 1911-2000". |